# Alloway (Scozia)
Alloway (in gaelico scozzese: Allmhaigh) è un villaggio della Scozia, nel Regno Unito.

Si trova nel sud-ovest della Scozia, nell'area dell'Ayrshire Meridionale.
È noto per essere il luogo di nascita del poeta scozzese Robert Burns. Un suo poema, Tam o' Shanter, è ambientato ad Alloway. Il Robert Burns Birthplace Museum ed alcune aree del villaggio legate a Robert Burns sono considerate di interesse storico e gestite dal National Trust for Scotland.
Nel 1935 il villaggio ed aree circostanti vennero incorporate al Royal Burgh of Ayr.
Attualmente Alloway è un sobborgo di Ayr.

## Note

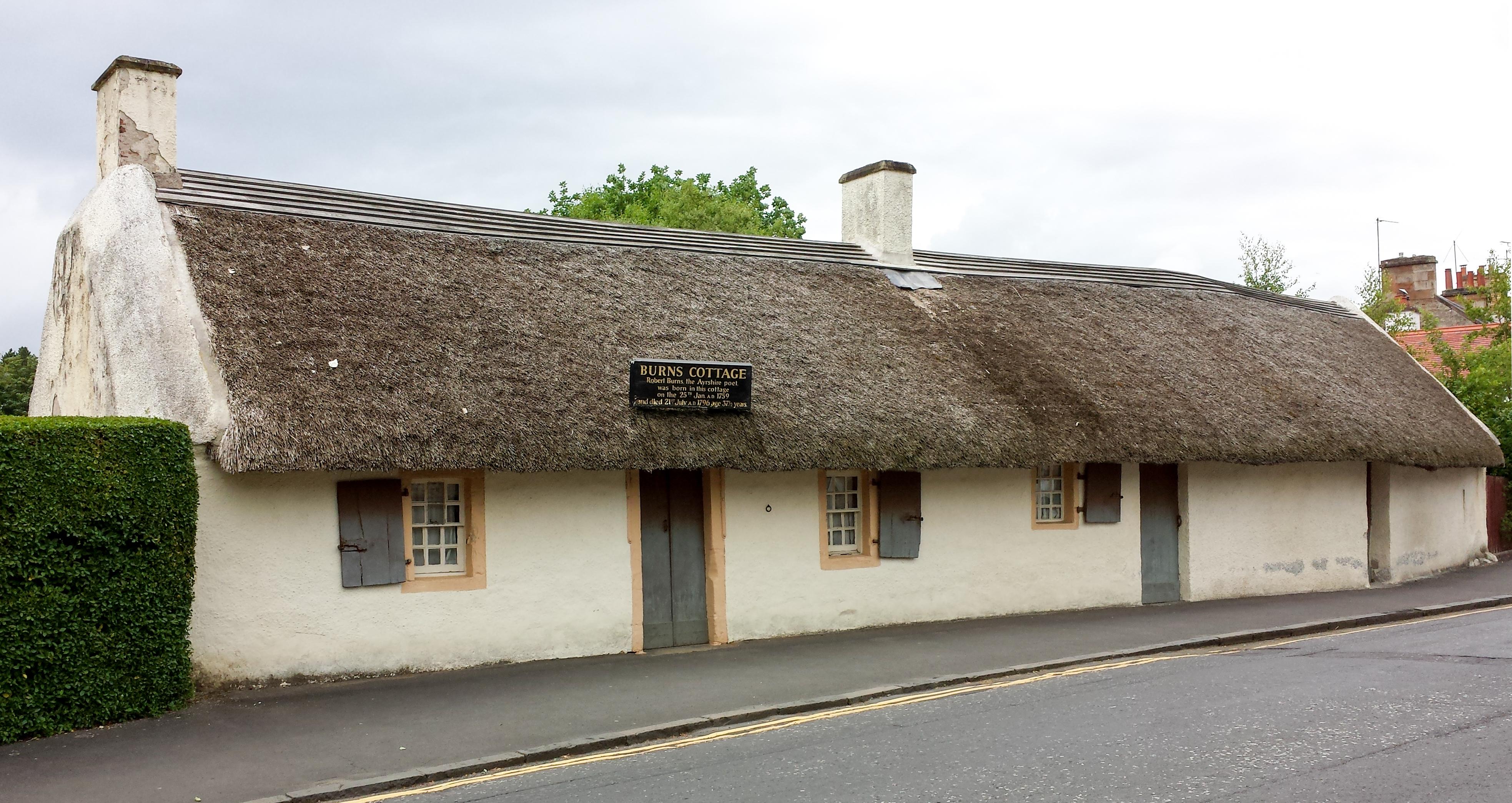
Burns Cottage, casa natale di Robert Burns.